# Monday Night Football
Monday Night Football (frequentemente abreviado como MNF) é uma transmissão de televisão ao vivo dos jogos das segundas-feiras à noite da National Football League.

## História
De 1970 a 2005, o MNF foi ao ar na ABC. Monday Night Football foi, juntamente com a Hallmark Hall of Fame e a antologia de séries de televisão da The Walt Disney Company, um dos mais longos canais em horário nobre da televisão de sempre, e um dos de maior audiência, especialmente entre o público masculino.
Monday Night Football também pode ser visto no Canadá no TSN e RIS, e na maior parte da Europa na ESPN America. Em 29 de março de 2010, foi anunciado que MNF seria exibido na ESPN Reino Unido, as necessidades de atualização na maior parte da Austrália na ESPN Brasil, em Portugal, SportTV 3 e SportTV HD e na TV 2 Sport na Dinamarca, e em algumas outras regiões do mundo fora na ESPN Internacional. A versão em língua espanhola vai ao ar na ESPN Deportes nos EUA e na América Latina pela ESPN Internacional. Os jogos também são disponibilizados em estações regulares de televisão no mercado local de cada equipe participante, de modo que as famílias sem televisão por cabo ainda possam ver televisionados. Também está disponível em português na ESPN Brasil.
Em 8 de outubro de 2012, a franquia de Monday Night Football foi ao ar um total de 667 jogos.
Em 8 de setembro de 2011, no primeiro dia da temporada regular de 2011, a ESPN estendeu seu contrato para Monday Night Football por mais oito temporadas, dando-lhe direitos para as transmissões até 2021. O novo acordo, no valor entre $14,2 e US$ 15,2 bilhões de dólares, também lhes dá direitos às luzes expandidas, direitos internacionais e digitais e, possivelmente, do jogo Wildcard. Os operadores de TV a cabo condenaram o novo contrato, observando que a ESPN tem o consentimento maior de retransmissão dos honorários de qualquer canal nacional de televisão por cabo, quase cinco vezes maior do que o concorrente mais próximo (TNT), e aumenta as taxas em uma base anual.